# Jath (stato)
Lo Stato di Jath (talvolta indicato come Joth) fu uno stato principesco del subcontinente indiano, avente per capitale la città di Jath.

## Storia
La famiglia indù che governava lo stato di Jath erano i Dafles del clan Chavan dei Maratha, discendenti di Lakhmajirao Yeldojirao Chavan, il patil di Daphlapur. I Chavans facevano risalire le loro origini alla dinastia Rajput del Rajasthan. Lakhmajirao Yeldojirao Chavan si pose al servizio di re Ali Adil Shah di Bijapur, e ricevette in premio un Desmukhi Watan composto da quattro Mahal nel 1672. Lo Jagir di Jath e Karajagi venne confermato ufficialmente a suo figlio nel 1686. L'imperatore Aurangzeb riconfermò il possedimento alla famiglia nel 1704. La linea maschile si estinse per ben quattro volte nella storia dello stato e molte furono le regine chiamate ad agire come reggenti.
Assieme al piccolo stato di Daphlapur, lo stato di Jath formava l'agenzia di Bijapur, nel distretto inglese di Bijapur. Daphlapur aveva un'area di 249 km² e venne annesso dallo stato di Jath del 1917 quando la prima casata si estinse.
Nel 1911, lo stato aveva una rendita di 24.000 sterline annue e ne pagava in tributo al British Raj per 700 sterline..

## Governanti
I regnanti di Jath ebbero il titolo di Deshmukh. L'ultimo regnante, Vijayasingh Rao Ram Rao, ebbe dalle autorità inglesi il titolo di raja.

### Deshmukh
- 1686 - 1706 Satvaji Rao (n. 16... - m. 1706)
- 1706 - 1754 Yesu Bai "Au Sahib" (n. ... - m. 1754)
- 1754 - 1759 Yeshwant Rao (n. ... - m. 1759)
- 1759 - 1790 Amrit Rao I (n. ... - m. 1790)
- 1790 - 1810 Khanji Rao (n. 17... - m. 1810)
- 1810 - 1822 Renuka Bai (n. ... - m. 1822)
- 1822 - dicembre 1823 Sali Bai (n. ... - m. 1823)
- dicembre 1823 - agosto 1835 Ram Rao I Narayan Rao "Aba Sahib Dafle" (n. ... - n. 1835)
- agosto 1835 - 29 luglio 1846 Bhagirathi Bai (n. ... - m. 1846)
- 29 luglio 1846 – 11 gennaio 1892 Amrit Rao II "Rao Sahib Dafle" (n. 1835 - m. 1892)
- 13 gennaio 1892 – 14 agosto 1928 Ram Rao II Amrit Rao "Aba Sahib Dafle" (n. 1886 - m. 1928)
- 14 agosto 1928 – 23 giugno 1936 Vijayasingh Rao Ram Rao "Baba Sahib Dafle" (n. 1909 - m. 1998)

### Raja
- 23 giugno 1936 – 15 agosto 1947 Vijayasingh Rao Ram Rao "Baba Sahib Dafle"